# أرزونا
أَرْزونا هي قرية تاريخيَّة من قرى دمشق في بلاد الشام.

## أعلام
- أحمد بن يحيى بن أحمد بن زيد بن الحكم الحجوري الأرزوني. حكى عن أهل بيته حكاية، وقد حُكي عنه ابنه أبو بكر محمد. نُقل ذلك عن الحافظ أبي القاسم.[1]

### فهرس المنشورات
1. 1 2  الحموي (1977)، ج. 1، ص. 151.

### معلومات المنشورات كاملة
الكتب مرتبة حسب تاريخ النشر
ياقوت الحموي (1977)، معجم البلدان (ط. 1)، بيروت: دار صادر، OCLC:1014032934، QID:Q114913343